# По диким степям Забайкалья
«По диким степям Забайкалья», также «Бродяга» — русская народная песня литературного происхождения. Известно минимум пять вариантов стихов к этой песне. Авторство песни достоверно не установлено, обычно публикуется как песня неизвестного автора.

## История
Согласно распространенному мнению, песня была написана каторжниками в Сибири в 1880-е годы. Революционер Иван Белоконский настаивал, что она была известна в Сибири в 1880-х годах, но никаких указаний на автора текста не было.
Широкую популярность она получила в начале 1900-х годов, после того, как была опубликована в нотном сборнике с авторством слов поэта И. К. Кондратьева. Согласно Ивану Назарову (и Александру Смолику) Иван Кондратьев был автором текста, хотя стихотворение не вошло в последний опубликованный том стихов последнего «Под шум дубовых рощ». Исследователь наследия Кондратьева Иван Смолик считает, что автор иной.
В 1906 году шведский композитор Вильгельм Гартевельд добавил песню в сборник во время поездки в Сибирь и опубликовал её в 1908 году.

## Исполнения
В начале XX века в России было сделано несколько записей песни, указываемой как «Бродяга» за авторством текста Ивана Кондратьева:
- Исполнение Надежда Плевицкая, выпущено Pathé Records в Москве в 1908 году, другая версия выпущена Beka Records в Москва 1909 году;
- Семён Садовников записал песню 17 августа 1910 года с оркестром балалаечников на грампластинку;
- Исполнение Нина Дулькевич, выпущено Pathé Records в 1912 году.

В 1940-е годы в Бухаресте была издана запись в исполнении Петра Лещенко.
В 1946 году в Советском Союзе её записала Лидия Русланова. Неоднократно исполнялась хором имени Пятницкого. В 1973 году польский певец Чеслав Немен включил «По диким степям Забайкалья» в свой альбом русских песен. В 1980 году песню для своего альбома записала Жанна Бичевская.
Отрывок из песни звучит в фильме Эмира Кустурицы «Папа в командировке» (1985) и в фильме П. Тодоровского «Интердевочка» (1989).
Под названием «Бродяга» эта песня представлена на альбоме «Старые русские народные деревенские и городские песни, Ч. 1» певицы Жанны Бичевской. Также она исполняла её в эфире телеканала «Ля Минор» (программы «Мелодия жизни» и «К нам приехал», 2010 год).
В 1996 году исполнена Андреем Макаревичем (альбом «Песни, которые я люблю»). Исполнена группой «Монгол Шуудан» в альбоме «Жертва» 2004 года. С 2009 года существует в исполнении группы «ЧайФ» в рамках проекта «Соль».

## Слова песни
По диким степям Забайкалья,	

Где золото роют в горах,

Бродяга, судьбу проклиная,

Тащился с сумой на плечах.
(первый куплет)